# Coste total

Los costos totales (CT) están representados por la recta que parte desde el eje vertical, y termina a la altura del máximo de los costes totales.

En economía, el costo total es la suma de los costos fijos y los costos variables, por tanto, los tres tipos de costos comentados son:
- Costos fijos los de los factores fijos de la empresa y, por tanto, en el corto plazo independientes del nivel de producción.
- Costos variables  dependen de la cantidad empleada de los factores variables; por tanto, del nivel de producción.
- Costos totales  son la suma de los costos fijos más los variables y representan el menor gasto necesario para producir cada nivel de producto.

Esto se expresa de manera analítica como: CT = CF + CV
El beneficio económico es un concepto muy importante para toda organización con fines de lucro, ya que es quien lleva a la empresa a tomar la decisión de producir bienes y servicios, si el beneficio económico es positivo la empresa seguirá produciendo los bienes y servicios, ya que lo que está sucediendo es que la empresa está cubriendo sus costes tanto explícitos como implícitos, lo que genera una mayor utilidad. Mientras que si el resultado es negativo, tenemos que la union está experimentando beneficios económicos negativos, es decir, que los propietarios de la empresa no están ganando lo suficiente para cubrir sus costes de producción, si la situación de perdida se mantiene, llevará a la empresa a cerrarla y dejar de producir los bienes y servicios que necesitan los consumidores.  La razón de que existan los costes es porque los recursos que se poseen son limitados y el precio de producirlo debe asumir estos valores, el precio de venta y los costes más un valor que espero ganarme. En resumen, el costo total son todos aquellos costes en lo que se incurre en un proceso de producción o actividad dentro de una organización fundamental. 